# Vladimir Gojković
Vladimir Gojković (Kotor, 29 de janeiro de 1981) é um jogador de polo aquático montenegrino, medalhista olímpico.

## Carreira
Vladimir Gojković fez parte dos elencos olímpicos de prata em Atenas 2004